# Ardisia mameyensis
Ardisia mameyensis là một loài thực vật có hoa trong họ Anh thảo. Loài này được Ricketson & Pipoly mô tả khoa học đầu tiên năm 2003.